# Best of Remixes
Best of Remixes —en español: Lo mejor de remezclados— es el primer álbum de remezclas del grupo mexicano RBD. Fue lanzado el 15 de diciembre de 2009 sólo en Brasil.
El álbum contiene la versión remix de 12 temas de la agrupación. Las canciones se encuentran en sus álbumes Rebelde, Nuestro amor, Celestial, Empezar desde cero y Para olvidarte de mí. Las remezclas fueron realizadas por los DJs Fabianno Almeida, Ian Duarte y Filipe Guerra.

## Lista de canciones
| N.º | Título                             | Escritor(es)                          | Duración |  |
| 1.  | «Para olvidarte de mí» (Remix)     | Carlos Lara, Pedro Muñoz Romero       | 3:51     |  |
| 2.  | «Fuego» (Remix)                    | Double N, Papa Dee, RamPac            | 3:12     |  |
| 3.  | «Nuestro amor» (Remix)             | Memo Méndez Guiu, Emil "Billy" Méndez | 4:01     |  |
| 4.  | «Así soy yo» (Remix)               | Fernando Rojo                         | 3:18     |  |
| 5.  | «Bésame sin miedo» (Remix)         | Chico Bennett, John Ingoldsby         | 3:27     |  |
| 6.  | «Dame» (Remix)                     | Carlos Lara                           | 3:41     |  |
| 7.  | «Solo quédate en silencio» (Remix) | Mauricio Arriaga                      | 3:31     |  |
| 8.  | «Tenerte y quererte» (Remix)       | Amy Powers, Guy Roche                 | 4:12     |  |
| 9.  | «Solo para ti» (Remix)             | Mario Sandoval                        | 4:20     |  |
| 10. | «Que fue del amor» (Remix)         | Armando Ávila                         | 3:12     |  |
| 11. | «Este corazón» (Remix)             | Armando Ávila                         | 3:20     |  |
| 12. | «Santa no soy» (Remix)             | Julio Lacarra                         | 3:19     |  |